# ییستبنیتسه
ییستبنیتسه (به چکی: Jistebnice) یک منطقهٔ مسکونی و شهرستان دارای شهرک سابقاً روستا در جمهوری چک است که در منطقه تابور واقع شده‌است.
 ییستبنیتسه ۵۷٫۹۴ کیلومتر مربع مساحت و ۲٬۰۰۹ نفر جمعیت دارد و ۵۷۸ متر بالاتر از سطح دریا واقع شده‌است.